# Sistema microelectromecànic

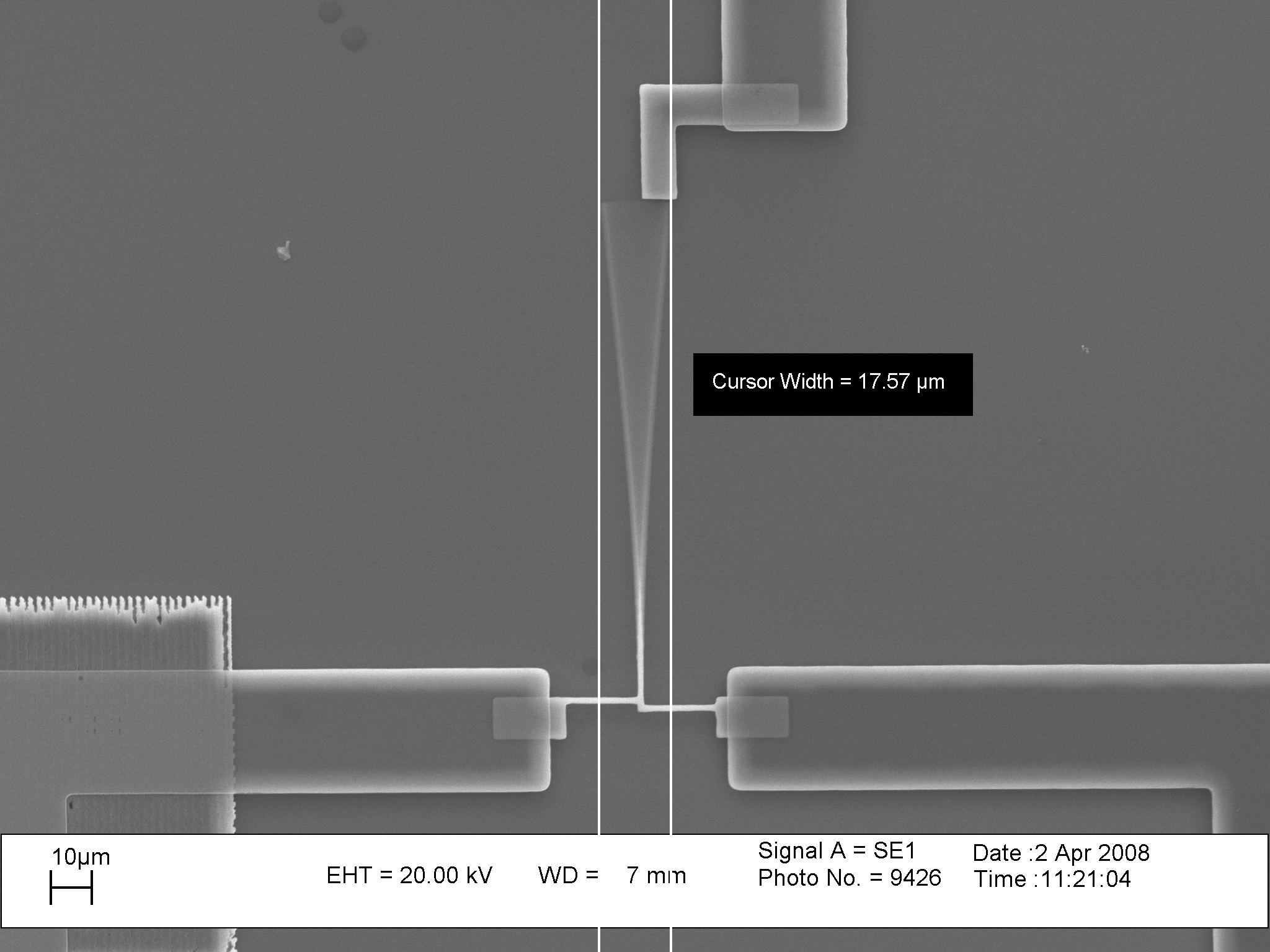
Fig.1 Exemple de dispositiu MEMS : oscil·lador mecànic

Un Sistema microelectromecànic (MEMS acrònim anglès) és un sistema de tecnologia de dispositius microscòpics amb components entre 1 i 100 micròmetres, integrats juntament amb components electrònics per a processar la informació. Aquests dispositius micromecànics poden ser palanques, molles, membranes deformables, estructures vibrants, etc.
Es poden trobar aplicacions en biomedicina, automòbil, electrònica de consum i industrial i sensòrica (sensors de força, pressió, moviment, so...) en general.

## Material per a fabricar MEMS
- Silici: el més emprat en circuits electrònics.[4]
- Polímers: materials plàstics especials.
- Metalls: s'empren or, níquel, alumini, crom, titani, plata i platí.

## Procesos per a fabricar MEMS
- Procesos de deposició de pel·lícules de gruix micromètric.[5]
- Procesos de fotolitografia de transferència d'un patró a un material fotosensible.
- Procesos de gravat de patrons mitjançants líquids i vapors químics.

## Aplicacions
- Injectors MEMS piezoelèctrics per a impressores d'injecció de tinta.[6]
- Acceleròmetres MEMS per a sistemes airbag en automòbils.
- Acceleròmetres MEMS per telèfons mòbils, cònsoles de joc, càmares de fotografia.
- Giroscopi MEMS per a detectar orientacions.
- Sensors de pressió MEMS en múltiples aplicacions : pressió atmosfèrica, pressió pneumàtics, pressió arterial...
- Micromiralls MEMS per a projectors d'imatges o vídeo.
- Punts MEMS per a pantalles de visualització.
- Sensor de pressió sonora per a micròfons de telèfons mòbils i similars.
- Oscil·ladors MEMS per a patrons de rellotge.
- Actuador lineal MEMS per a sistemes de posicionament.
- Sensors de gas : CO2, gasos de compostos orgànics (VOC)

## Fabricants de MEMS
Més destacats a 06/04/2017:
- Micròfons de ST, kmowles, AKUSTICA, Cirrus logic, JRC, vesper
- Acceleròmetres, giroscopis i sensors inercials d'Analog devices, ST, Colibrys, maxim, Memsic
- Sensors de corrent de Memsic
- Sensors de temperatura de TI,Omron
- Càmara infrarroja d'Omron,Panasonic
- Micromiralls d'intersil,Microvision
- Oscil·ladors de sitime
- Commutadors d'Analog devices
- Detectors de gas d'ams